# Gerstner Károly
Gerstner Károly (Dorog, 1952. március 12. –) magyar nyelvész (nyelvtörténész, elsősorban a szókészlettörténet terén, lexikológus és lexikográfus), a Nyelvtudományi Intézet tudományos főmunkatársa, a PPKE BTK tanára.

## Életrajza
Háromesztendős koráig a Doroghoz közeli Leányváron élt, németül beszélt, majd az óvodában és az iskolában lett kétnyelvű. Az Eötvös József Gimnázium német tagozatán és az Eötvös Loránd Tudományegyetem magyar–német szakán tanult, 1978-ban védte meg bölcsészdoktori disszertációját. Ugyanettől az évtől fogva dolgozik az MTA Nyelvtudományi Intézetében. Ösztöndíjas gyakornokként vett részt az Európai Nyelvatlasz, a Kárpát-nyelvatlasz munkálataiban, valamint A magyar nyelv történeti-etimológiai szótára német kiadásának előkészítésében. A Nyelvtörténeti és Dialektológiai Osztályon tudományos munkatárs, majd tudományos főmunkatárs. A PhD fokozatot 1995-ben nyerte el a magyar–német kétnyelvűséggel, illetőleg a lexikográfia tárgykörébe vágó munkáival. 1997-től öt évig a Lexikográfiai és Lexikológiai Osztály vezetője; e minőségében A magyar nyelv nagyszótára munkálatainak egyik irányítója, később főmunkatársa. Jelenleg az Új magyar etimológiai szótár munkálatait vezeti.
Vendégtanárként 1981-től 1986-ig folyamatosan, majd 2004-től 2006-ig rövidebb időszakokban tanított Hollandiában, a groningeni egyetem finnugor tanszékén, 2012-től több tanévben korai magyar nyelvemlékekről, hang- és szókészlettörténetről tartott órákat a müncheni egyetem  finnugor tanszékén. Itthon 1988-tól 1998-ig az ELTE Magyar Nyelvtudományi és Nyelvjárástani Tanszékén tanított. 1994-től megbízott előadója, 2010-től jelenleg is a PPKE Magyar Nyelv- és Irodalomtudományi Intézete Magyar Nyelvészeti Tanszékének docense.
Tisztségviselő a Magyar Nyelvtudományi Társaságban, tagja az MTA Nyelvtudományi Bizottságának, alapító tagja a Nyelvtudományi Bizottság Szótári Munkabizottságának, két periódusban tagja az OTKA nyelvészeti zsűrijének. A Magyar Nyelv, a Névtani Értesítő és a Lexikográfiai Füzetek szakfolyóiratok szerkesztőbizottsági tagja.

## Munkái
Szerzőként vagy szerkesztőként jegyzi többek közt az alábbi szakkönyveket, szótárakat:
- Etymologisches Wörterbuch des Ungarischen I–II. (1993, 1995, ISBN 9630562278)
- A német vonatkozású elemek újabb etimológiai szótárainkban (1998, ISBN 9630576090)
- Magyar értelmező kéziszótár (második, átdolgozott kiadás – 2003, ISBN 9630578743)
- Kis magyar nyelvtörténet (2013, ISBN 9789633081334)
- Fejezetek a magyar nyelv történetéből (2013, ISBN 9789633081013)
- A magyar nyelvtörténet kézikönyve (2018, ISBN 9789634091189)
- Új magyar etimológiai szótár (2022, online adatbázis).[6]

Az ezekhez és más munkáihoz kötődő citátumainak száma ez idáig körülbelül 800.

## Elismerései
1996-ban Akadémiai Díjjal, 2018-ban pedig a Magyar Érdemrend lovagkeresztje polgári tagozat kitüntetéssel ismerték el.